# يوان غوركوف
يوان غوركوف (بالفرنسية: Yoann Gourcuff)‏ (11 يوليو 1986 في بلويميور) لاعب كرة قدم فرنسي يلعب حاليا لصالح نادي الدرجة الأولى ليون الفرنسي ومنتخب فرنسا في مركز الوسط المهاجم.

## مسيرته مع الأندية
بدأ غوركوف مسيرته الرياضية ناشئا في نادي لوريان سنة 1998 تحت اشراف مدرب النادي والده كريستيان غوركوف. بعد سنتين انضم إلى نادي رين. في سنة 2001 وقع على عقد للشباب وفي نوفمبر 2003 وقع على أول عقد احترافي في مسيرته الرياضية وتم تصعيده من فريق الشباب إلى الفريق الأول. شارك في أول مباراة رسمية في بطولة دوري الدرجة الأولى في 7 فبراير 2004 في مواجهة نادي أوكسير حيث شارك بديلا في الدقيقة 76. في ذلك الموسم 2003/2004 شارك في 8 مباريات أخرى من ضمنها مشاركته أساسيا في مواجهة نادي بوردو والتي انتهت بفوز نادي رين 3/1.
في موسم 2005/2006 استطاع غوركوف تحقيق نجاح أكبر حيث ارتدى القميص رقم 10 وشارك في 36 مباراة في بطولة الدوري مسجلا 6 أهداف حيث كان هدفه الأول في مرمى نادي موناكو والتي انتهت بنتيجة الفوز 2/0. استطاع أن يكون ثلاثيا متجانسا مع مواطنه أوليفر مونتيروبيو والسويدي كيم كالستروم وأن يساهموا في احتلال نادي رين المركز السابع في جدول الترتيب وبالتالي تأهيله للمشاركة في بطولة كأس انترتوتو 2006.

### الانتقال إلى ميلان
نتيجة لتقديمه أداء عالي المستوى فإن العديد من الأندية الأوروبية الكبيرة أمثال أياكس أمستردام الهولندي، فالنسيا الإسباني، وآرسنال الإنجليزي كانت ترغب في التعاقد معه ولكنه قرر الانتقال إلى نادي إيه سي ميلان الإيطالي في عقد يستمر لخمس سنوات. بدأ غوركوف مشواره في النادي الإيطالي بنجاح عندما سجل أول هدف في أول مباراة قارية له في مرمى نادي إيك أثينا اليوناني ضمن بطولة دوري أبطال أوروبا. في 31 مايو 2008 كشف نائب رئيس نادي إيه سي ميلان أدريانو غالياني أن غوركوف انتقل إلى نادي بوردو بعقد إعارة طوال موسم 2008/2009.

### بوردو

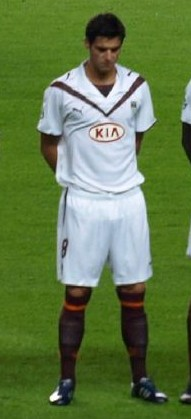
يوان جوركوف بقميص نادي بوردو عام 2008

استطاع غوركوف أن يتأقلم سريعا في صفوف نادي بوردو حيث سجل أول هدف له في بطولة الدوري في أول مباراة في مرمى نادي كاين والتي انتهت بالفوز 2/1. ساهم في تحقيق بطولة كأس الأبطال الفرنسي للمرة الثانية في تاريخ النادي. سجل الهدف الرابع في مرمى نادي فان ليقود نادي بوردو لتحقيق فوز كاسح بنتيجة 4/0 في المباراة النهائية لبطولة كأس الدوري الفرنسي كما ساهم في صناعة الهدف الثالث. سجل هدفين في مرمى نادي كلوج الروماني ونادي روما الإيطالي ضمن بطولة دوري أبطال أوروبا. في 11 يناير 2009 سجل هدف رائع في مرمى نادي باريس سان جيرمان ليساهم في فوز نادي بوردو بنتيجة 4/0 وليختاره المشجعون أجمل هدف في ذلك الموسم. طريقة تسجيل الهدف بدأت عندما مرر ماثيو تشالمي الكرة إليه خارج منطقة الجزاء وبعد استلامها تخطى الظهير سيلفان أرماند ثم أرسل الكرة من قدمه اليمنى إلى اليسرى مما أفقد المدافع الفرنسي سامي تراوري توازنه ثم أعاد الكرة إلى قدمه اليمنى ليسددها من خارج قدمه نحو مرمى الحارس ميكائيل لاندرو مسجلا الهدف.
بعد أسبوعين سجل غوركوف هدفيه الخامس والسادس في مرمى نادي نانت ونادي ليل حيث انتهت المباراتين بنتيجة 2/1 و2/2. عاد غوركوف للتسجيل الأهداف وهذه المرة في مرمى نادي لوهافر الذي يصارع من أجل البقاء. في المرحلة 33 سجل هدفين في مرمى ناديه السابق رين وهما هدفيه الثامن والتاسع. في الأسابيع الثلاثة التالية واصل غوركوف سلسلة تسجيل الأهداف بشكل متتالي بمعدل هدف في مرمى كل من سوشو، فالينسيان، ولومان وبالتالي أصبح مجموع أهدافه في الموسم 12 هدف. انتهت المباريات الثلاث بنتيجة الفوز مما منح نادي بوردو المركز الأول قبل نهاية البطولة بخمس مراحل.
نتيجة لأدائه المبهر تم اختياره أفضل لاعب في بطولة دوري الدرجة الأولى لموسم 2008/2009 كما تم اختياره ضمن أفضل فريق للموسم. في 28 مايو أعلن نادي بوردو أنه نجح في تحويل عقد الإعارة إلى عقد دائم مقابل 15 مليون يورو ووافق غوركوف على التوقيع على عقد يمتد لأربع سنوات.

### ليون
بعد لعب غوركوف أول ثلاث مباريات في الدرجة الأولى للفريقه بوردو عام 2011\2010
بعدها أعلن فريق ليون بتوقيعه مع اللاعب يوم 24 أغسطس بسعر €22 million

## مسيرته مع المنتخب
شارك غوركوف للمرة الأولى مع منتخب فرنسا للمدارس ثم انضم إلى منتخب فرنسا للمشاركة في نهائيات بطولة كأس الأمم الأوروبية للناشئين تحت 19 سنة التي أقيمت في إيرلندا الشمالية 2005 واستطاع أن يساهم في التتويج بها بطلا. شارك في أول مباراة دولية مع منتخب فرنسا للكبار في 20 أغسطس 2008 في مواجهة منتخب السويد وديا. في 11 أكتوبر 2008 سجل أول هدف دولي في مرمى منتخب رومانيا.

## الإنجازات
إيه سي ميلان
- دوري أبطال أوروبا: 2006/2007
- كأس السوبر الأوروبي: 2007/2008
- كأس العالم لكرة القدم للأندية: 2007/2008

بوردو
- دوري الدرجة الأولى: 2008/2009
- كأس الدوري الفرنسي: 2008/2009
- كأس الأبطال الفرنسي: 2008/2009

منتخب فرنسا
- بطولة كأس الأمم الأوروبية للناشئين تحت 19 سنة: 2005

## روابط خارجية
- يوان غوركوف على موقع الاتحاد الدولي (مؤرشف)  (الإنجليزية)
- يوان غوركوف على موقع الاتحاد الأوربي (الإنجليزية)
- يوان غوركوف على موقع رابطة كرة القدم الفرنسية للمحترفين (الإنجليزية)
- يوان غوركوف على موقع إي إس بي إن إف سي (الإنجليزية)
- يوان غوركوف على موقع قاعدة بيانات كرة القدم.إي يو (الإنجليزية)
- يوان غوركوف على موقع ليكيب (الفرنسية)
- يوان غوركوف على موقع ناشيونال فوتبول تيمز (الإنجليزية)
- يوان غوركوف على موقع Soccerbase.com (لاعب) (الإنجليزية)
- يوان غوركوف على موقع Soccerway.com (الإنجليزية)
- يوان غوركوف على موقع عالم كرة القدم.نت (الإنجليزية)